# Bactrocera splendida
Bactrocera splendida är en tvåvingeart som först beskrevs av Perkins 1938.  Bactrocera splendida ingår i släktet Bactrocera och familjen borrflugor. Inga underarter finns listade.